# Galluswarte (Wartturm)

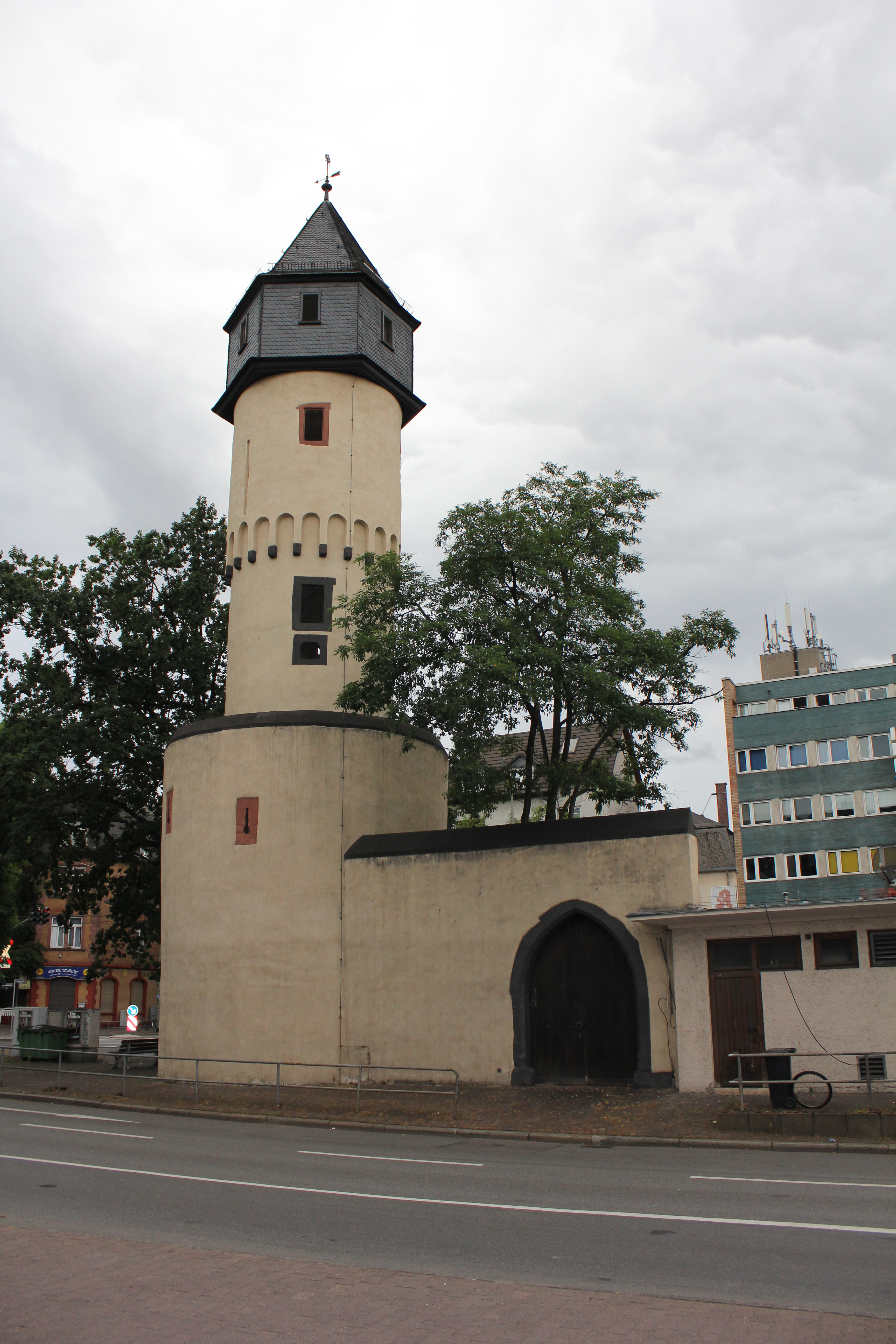
Die Galluswarte, Südfassade

Die Galluswarte ist einer der vier Warttürme (Bockenheimer, Friedberger, Gallus- und Sachsenhäuser Warte) der im 14. Jahrhundert errichteten Frankfurter Landwehr. Sie steht im Zentrum des Frankfurter Stadtteils Gallus inmitten der Mainzer Landstraße auf einem Platz gleichen Namens.

## Geschichte

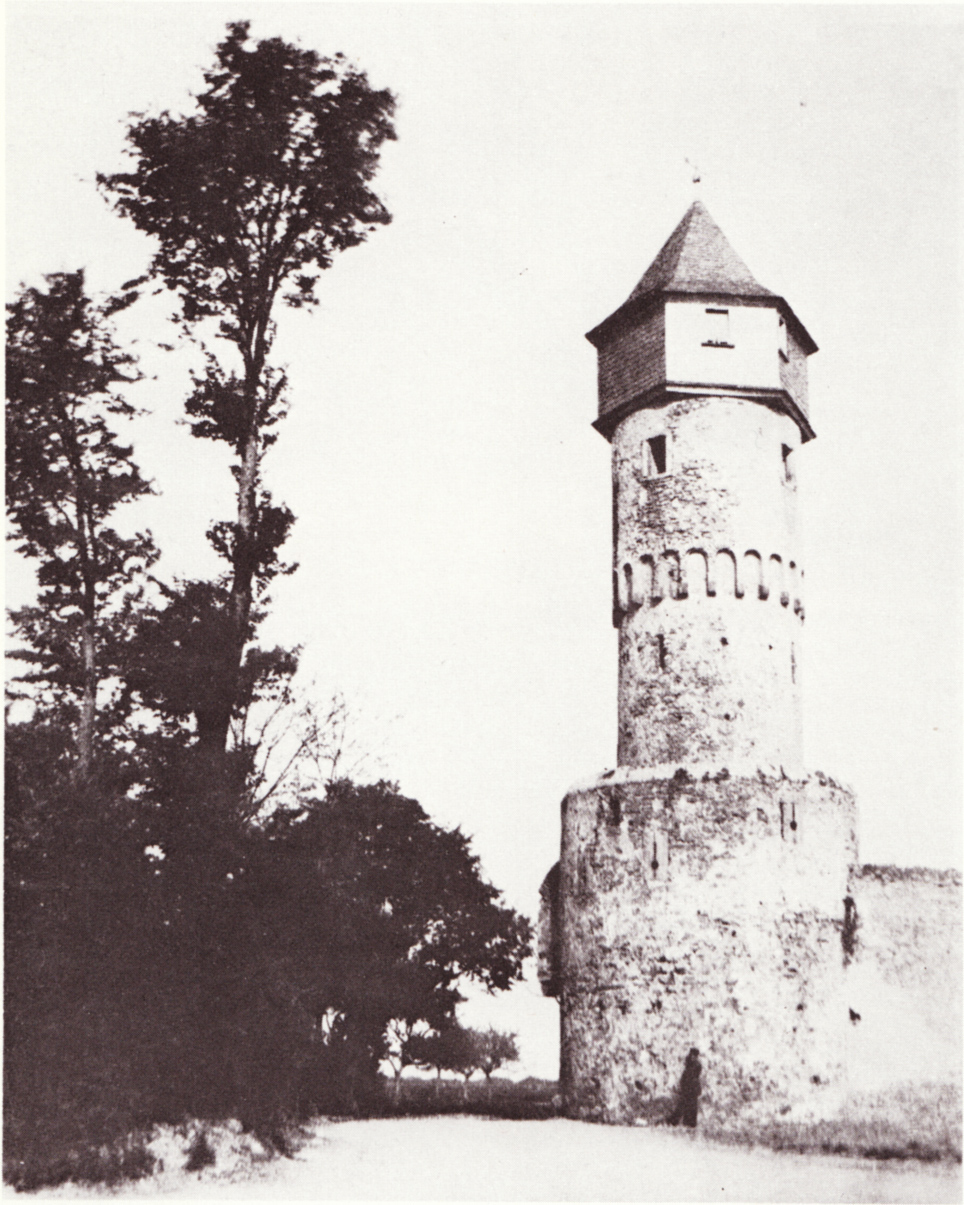
Die Galluswarte 1856. Foto von Johann Schäfer.

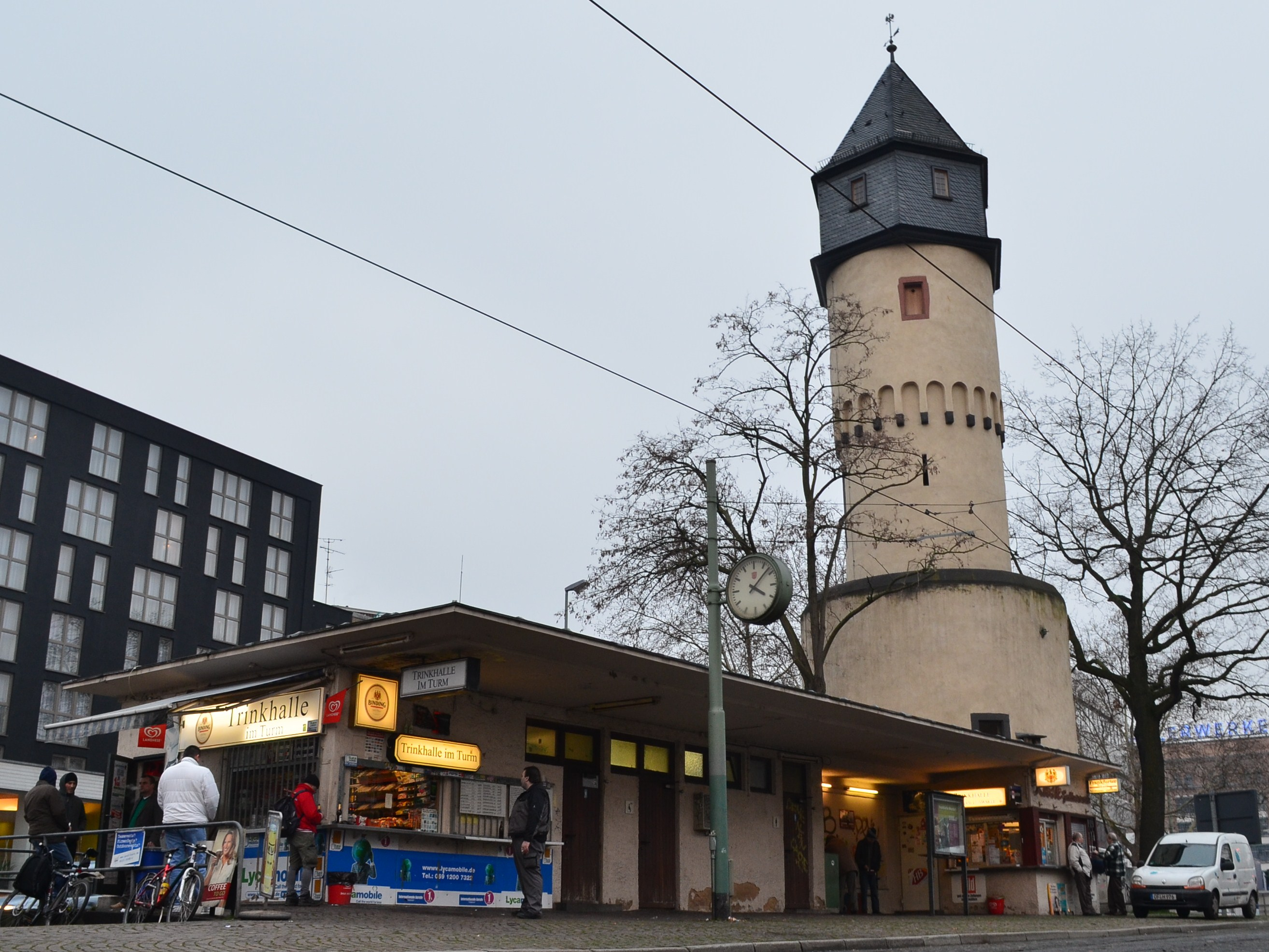
Die beiden Trinkhallen an der Galluswarte

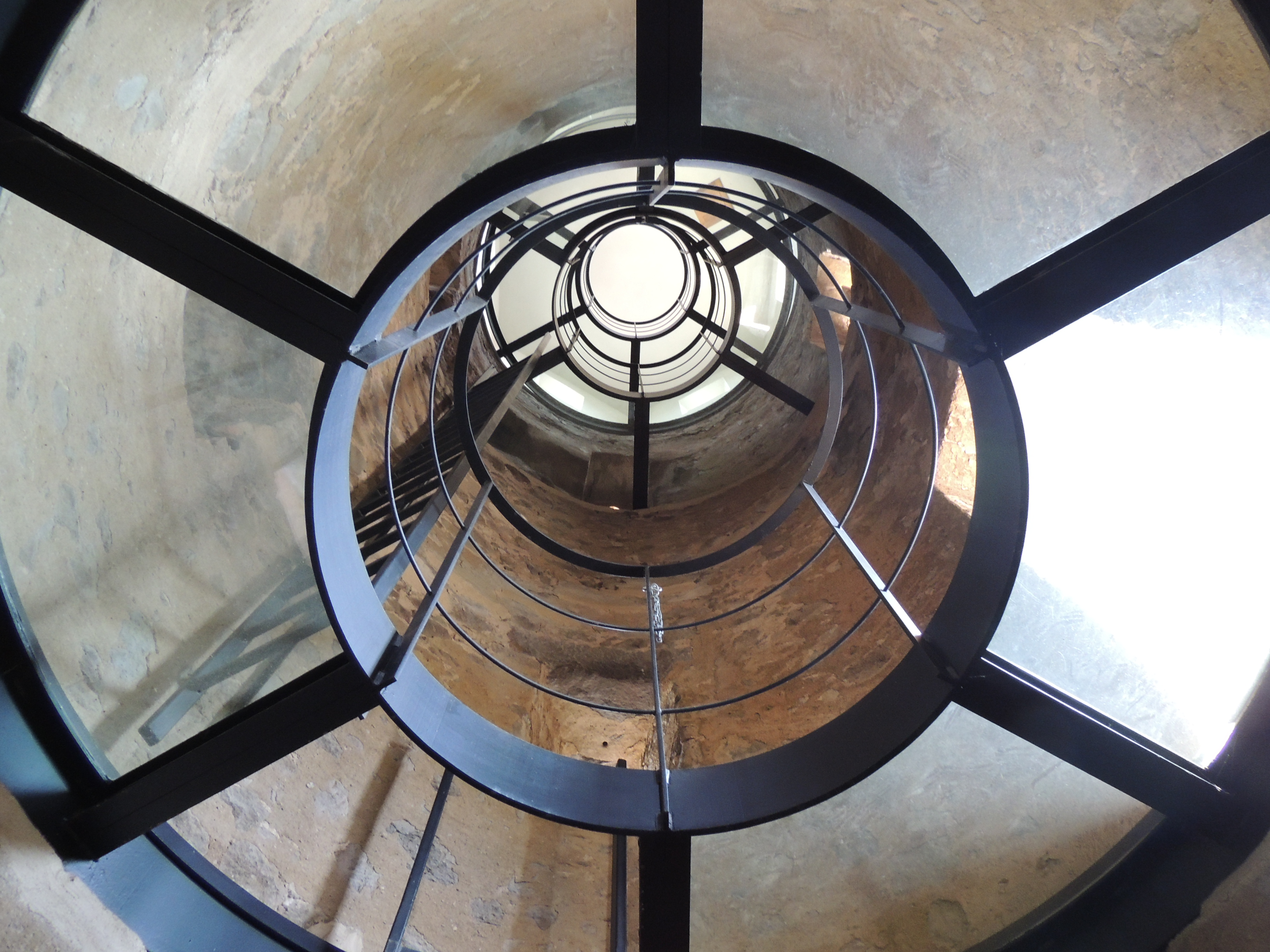
Innenraum der Galluswarte, Zustand von 2015

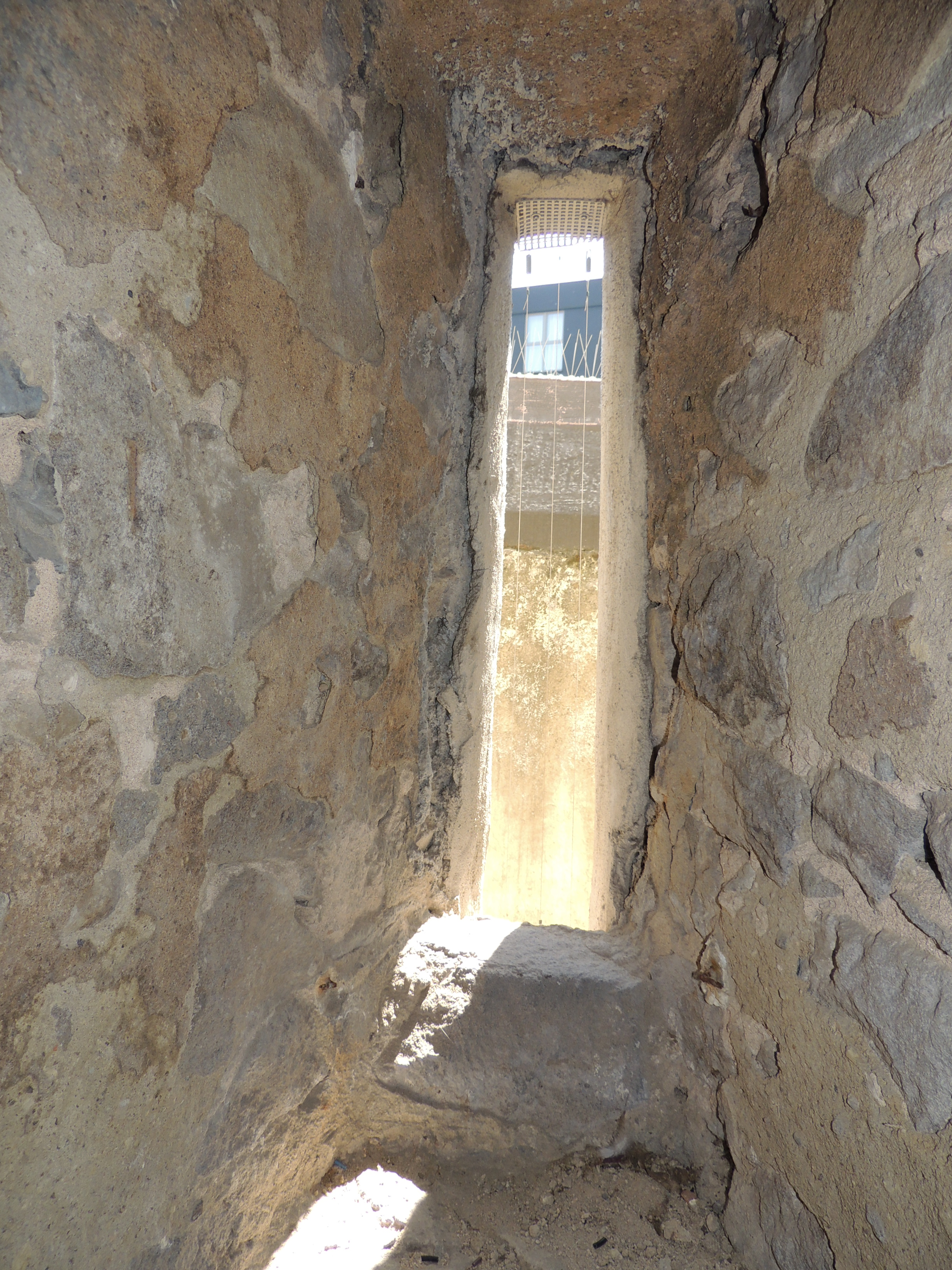
Schießscharte

Zunächst war ein hölzerner Befestigungsturm errichtet worden. Dieser trug bereits den Namen Warte zu den guten Leuten, was sich auf die fromme Bruderschaft bezog, die nicht weit von dieser Warte im Gebiet des heutigen Gutleutviertels im Gutleuthof eine Leprastation betrieb.
Im Jahre 1414 wurde der hölzerne Befestigungsturm durch den heute noch existierenden Steinturm ersetzt. Der Steinturm bekam den Namen Galgenwarte, benannt nach dem im Osten anschließenden „Galgenfeld“. Der Frankfurter Galgen stand im Bereich der heutigen Taunusstraße, vermutlich ungefähr in Höhe der Kreuzung mit der Moselstraße.
Mit der Gründung der nach dem Heiligen St. Gallus benannten St.-Gallus-Gemeinde im Jahr 1903 wurde die Galgenwarte in Galluswarte umbenannt.
Das 20. Jahrhundert erlebte einen recht lieblosen Umgang mit dem historischen Gebäude. So kam es durch den Ausbau der Mainzer Landstraße zur Hauptverkehrsstraße inmitten zahlreicher Autofahrspuren zu liegen. Darüber hinaus wurde es bis in jüngste Zeit als Entlüftungsschacht für die städtische Kanalisation genutzt. In einem aus der Nachkriegszeit stammenden Anbau wurde die Galluswarte um einen Kiosk und eine öffentliche Toilette bereichert.
Im Rahmen des Stadterneuerungsprogramms „Soziale Stadt“ soll die Galluswarte und ihre direkte Umgebung umgestaltet werden. Dazu wurde 2011 ein Wettbewerb „Neugestaltung des Stadtteileingangs Galluswarte“ durchgeführt. Vorgesehen ist eine Verlegung der Toiletten; der Anbau soll jedoch dem Wettbewerbsergebnis nach größtenteils beibehalten und einer anderweitigen Nutzung zugänglich gemacht werden.

## Bauwerk
Der erhaltene Teil der Galluswarte beschränkt sich auf den eigentlichen Wartturm und ein Stück Umfassungsmauer mit einer Durchgangstür. Aus einem breiteren, runden, hohen Erdgeschoss wachsen, ebenfalls auf rundem Grundriss, zwei Obergeschosse, gekrönt von einer auskragenden, achteckigen, schieferverkleideten Turmwächterstube, über dieser ein ebenfalls verkleideter Turmhelm.
Der lichte Durchmesser des Turmschafts beträgt nur weniger als 3,50 m, wodurch die Nutzungsmöglichkeiten für die Obergeschosse stark eingeschränkt sind. Die weiteren früher zur Galluswarte gehörenden Hof- und Wehrgebäude sind nicht erhalten.
Ab dem Jahr 1886 diente das Bauwerk wie auch die Friedberger und die Bockenheimer Warte als Abluftschacht für die damals neue Städtische Kanalisation. Das gemauerte Rohr, das dafür in den Turm eingebaut wurde, hatte rundherum nur einen Abstand von 30 cm zur Innenwand und endete im obersten Stockwerk. Die Faulgase verließen das Gebäude dann durch die Fensteröffnungen. Während einer Umgestaltung des Innenraums in den Jahren 2008 bis 2010 ließ das Stadtplanungsamt den oberen Teil abreißen und den unteren verbliebenen Teil durch eine gläserne Bodenplatte abschließen.

## Trivia
Unmittelbar an der Warte befinden sich zwei Wasserhäuschen, wobei die Trinkhalle unmittelbar im Turm „Trinkhalle an der Galluswarte“ heißt, die vom Turm etwas entferntere sich dagegen „Trinkhalle im Turm“ nennt.